# 대호에이엘
대호에이엘(Daeho AL Co. Ltd.)은 대한민국의 알루미늄 제품 제조 기업이다.

## 역사
1998년 IMF 사태로 대한민국 최대 알루미늄 기물 제조업체 남선알미늄이 워크아웃에 들어가면서 사업부를 건재사업부, 판재사업부, 기물사업부로 분리한다. 2002년 대호산업이 남선알미늄의 판재사업부(압연사업부)를 인수해서 대호에이엘을 설립한다.